# Nghĩa trang An Bằng
Nghĩa địa làng An Bằng là một nghĩa trang nổi tiếng, được xem là xa hoa, tráng lệ bậc nhất ở Việt Nam, tọa lạc tại làng chài ven biển An Bằng thuộc xã Vinh An, huyện Phú Vang, thành phố Huế, nằm cách trung tâm thành phố Huế 35 km về phía Đông. Tại đây có hàng nghìn khu lăng mộ đủ màu sắc và kích thước, với những khu có giá trị lên tới hàng tỷ đồng. Kiến trúc lăng mộ làng An Bằng hội tụ đủ các yếu tố của Phật giáo, Thiên chúa giáo, Đạo giáo và thậm chí cả Hồi giáo.
Nghĩa trang An Bằng nổi tiếng không chỉ tại Việt Nam mà còn trên thế giới và được người trong nước cũng như báo chí nước ngoài gọi bằng những mỹ từ như "thành phố ma An Bằng", "thành phố của người chết", "khu biệt thự của người chết", "thiên đường lăng mộ". Tuy nghĩa trang này không phải là khu du lịch, nó vẫn là một địa điểm thu hút nhiều du khách tham quan.

## Tổng quan
Nghĩa trang An Bằng nằm cách bờ biển khoảng 300 mét, nằm bên Quốc lộ 49B trên đường từ Huế đi Đà Nẵng. Nghĩa trang thuộc địa phận xã Vinh An, huyện Phú Vang, thành phố Huế, trên một dải đất ngăn cách biển Đông và hệ đầm phá Tam Giang - Cầu Hai, và có diện tích vào khoảng 250 hécta (2,5 km2), tức rộng khoảng gấp 7 lần Disneyland.
Làng An Bằng vốn là một làng chài nghèo, cuộc sống của người dân nơi đây chủ yếu phụ thuộc vào nghề đánh bắt, khai thác thủy sản gần bờ, nên đời sống của người dân vẫn còn thiếu thốn. Tuy nhiên, vào đầu thập niên 1990, khi Chính phủ Việt Nam cho phép người Việt định cư ở nước ngoài gửi tiền cho thân nhân của mình ở trong nước, ngôi làng nhanh chóng thay da đổi thịt. Có tới 90% dân làng đều có người thân định cư ở nước ngoài, chủ yếu là tại Mỹ, vốn phần nhiều là thuyền nhân vượt biên sau sự kiện 30 tháng 4, đã ồ ạt gửi tiền về cho người thân.
Sự thay đổi nhanh chóng về đời sống kéo theo sự phát triển của quần thể nghĩa trang khi nhiều gia đình sẵn sàng bỏ nhiều tiền để sửa sang, xây dựng mới những lăng mộ cũ của gia tộc mình. Kể từ năm 1991, số lượng lăng mộ bắt đầu tăng lên nhanh chóng, những ngôi mộ được sửa sang, cơi nới với quy mô tráng lệ khi người dân trong làng chạy theo trào lưu xây mộ to đẹp cho người thân. Cuộc tranh đua xây dựng mộ to đẹp diễn ra rất gay gắt, nhiều gia đình vừa mới xây xong chưa được bao lâu, liền đã phá bỏ khu lăng mộ cũ để làm lại cho hoành tráng hơn, đẹp hơn. Nhiều cá nhân dù còn sống vẫn đã được xây mộ, vì vậy mà có nhiều tấm bia chỉ đề năm sinh mà chưa có năm mất vì chủ của nó vẫn đang sống khỏe mạnh.

## Kiến trúc
Làng An Bằng hiện có ước tính khoảng 3.000 ngôi mộ lớn nhỏ. Vào đầu những năm 1990, do chính quyền địa phương chưa có quy hoạch quy hoạch cụ thể, các gia đình vì thế mà tùy ý giành giật đất đai để xây dựng lăng mộ. Các lăng mộ trong nghĩa trang đều có đầy đủ các loại kích thước, hình dáng, diện tích nằm trong khoảng từ 40 – 400 m². Nhiều ngôi mộ cao gần 7 – 8 m, cao gần bằng căn nhà hai tầng, một vài ngôi thậm chí còn cao tới tới 10 m. Lăng mộ nằm dày đặc bao quanh nhà dân, vì thế mà tại làng An Bằng, giữa người sống và người chết không còn "ranh giới" nữa.
Hầu hết lăng mộ trong nghĩa trang đều được phỏng theo thiết kế của lăng Khải Định. Lăng Khải Định nổi tiếng vì pha trộn nhiều trường phái kiến trúc như Ấn Độ giáo, Phật giáo, Roman, Gothique,... Tuy sử dụng lăng Khải Định làm mẫu, nhưng biến hóa thêm hay bớt chi tiết đều phụ thuộc vào sở thích của mỗi người xây. Các lăng mộ được thiết kế giống như lăng mộ Đế vương, có cổng tam quan, lợp ngói lưu ly, lại có câu đối, bia đá, trụ biểu, la thành được khảm sành sứ sặc sỡ và được trang trí đầy đủ linh thú trong tứ linh (long ly quy phụng). Cũng vì thế mà nhiều khu lăng mộ còn sang trọng hơn cả nhà dân.

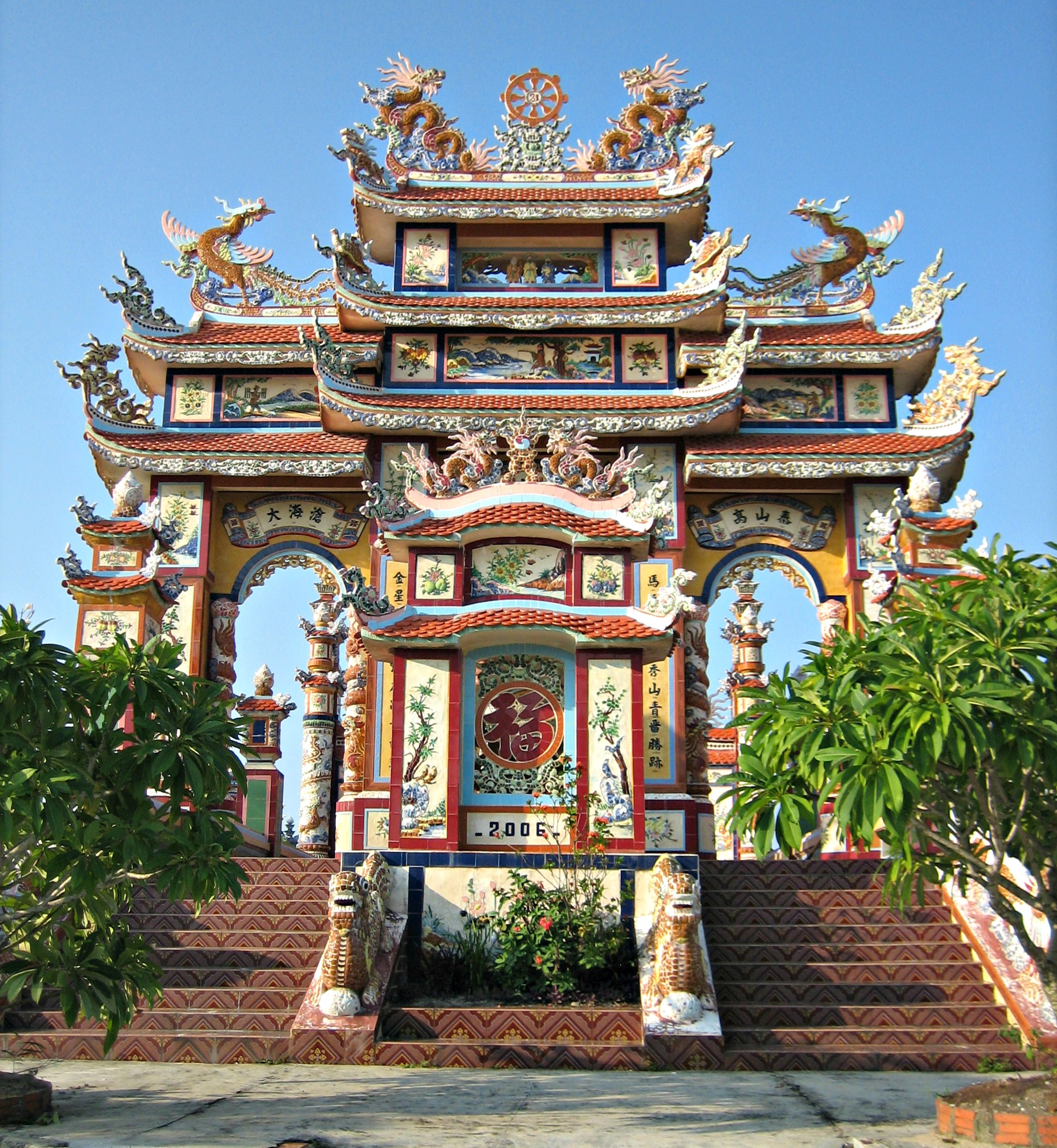
Cổng tam quan của một lăng mộ với những chi tiết được trang trí bằng khảm sành sứ sặc sỡ
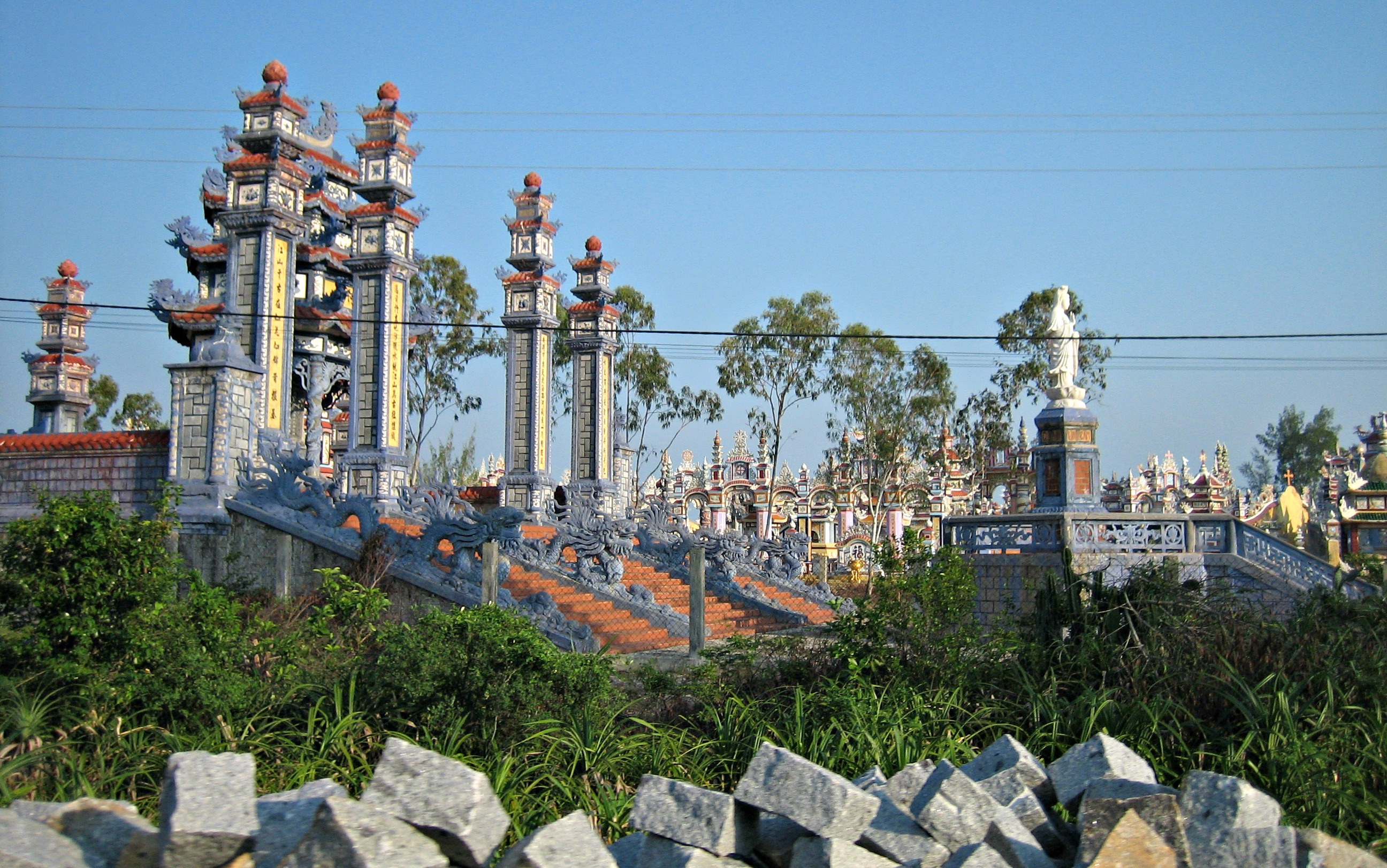
Một khu lăng mộ đồ sộ với hàng cột tương tự lăng Khải Định
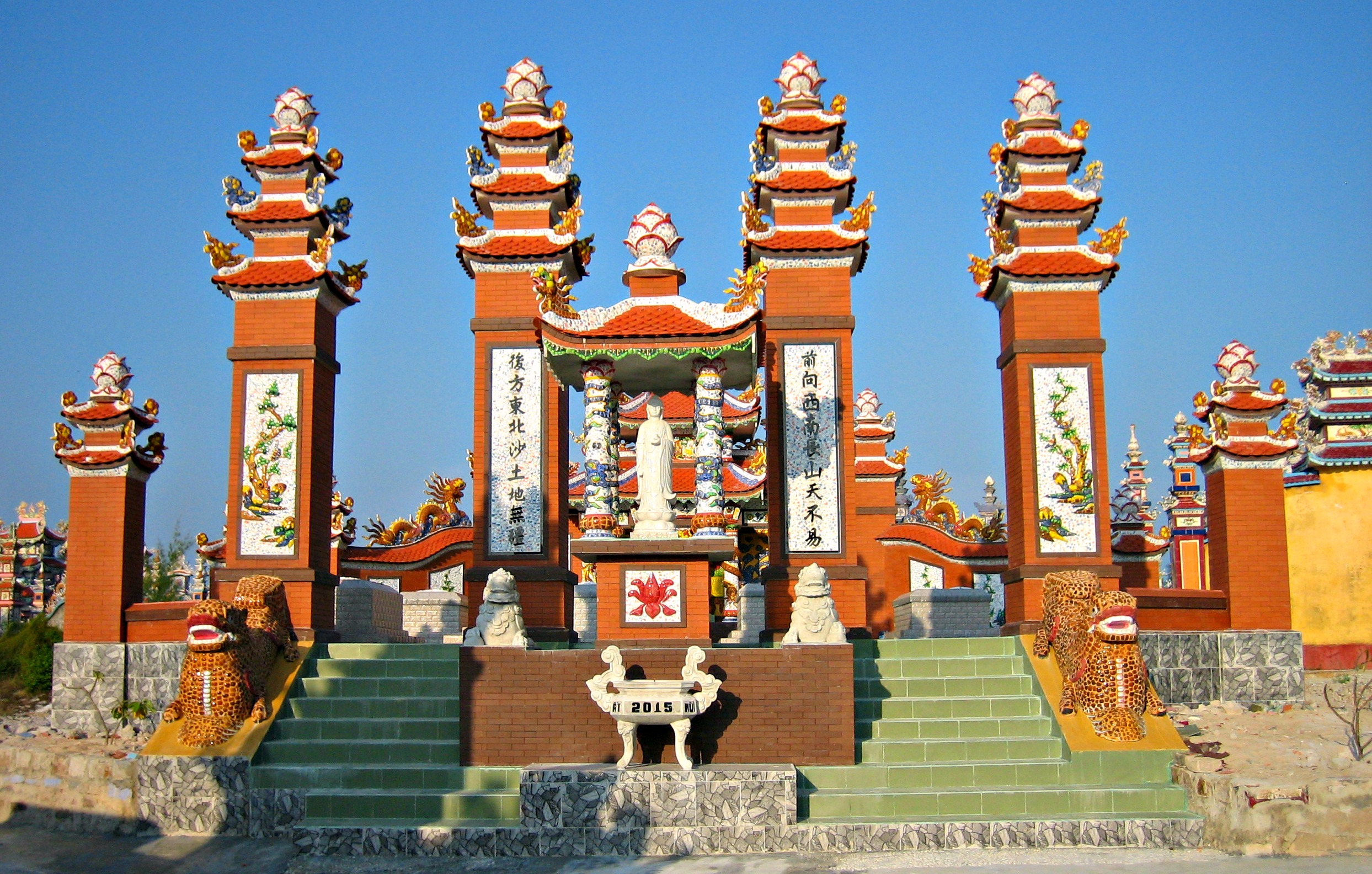
Khu lăng mộ xây dựng năm 2015 với tượng Quan Thế Âm Bồ Tát, nét đặc trưng Phật giáo Cố đô Huế
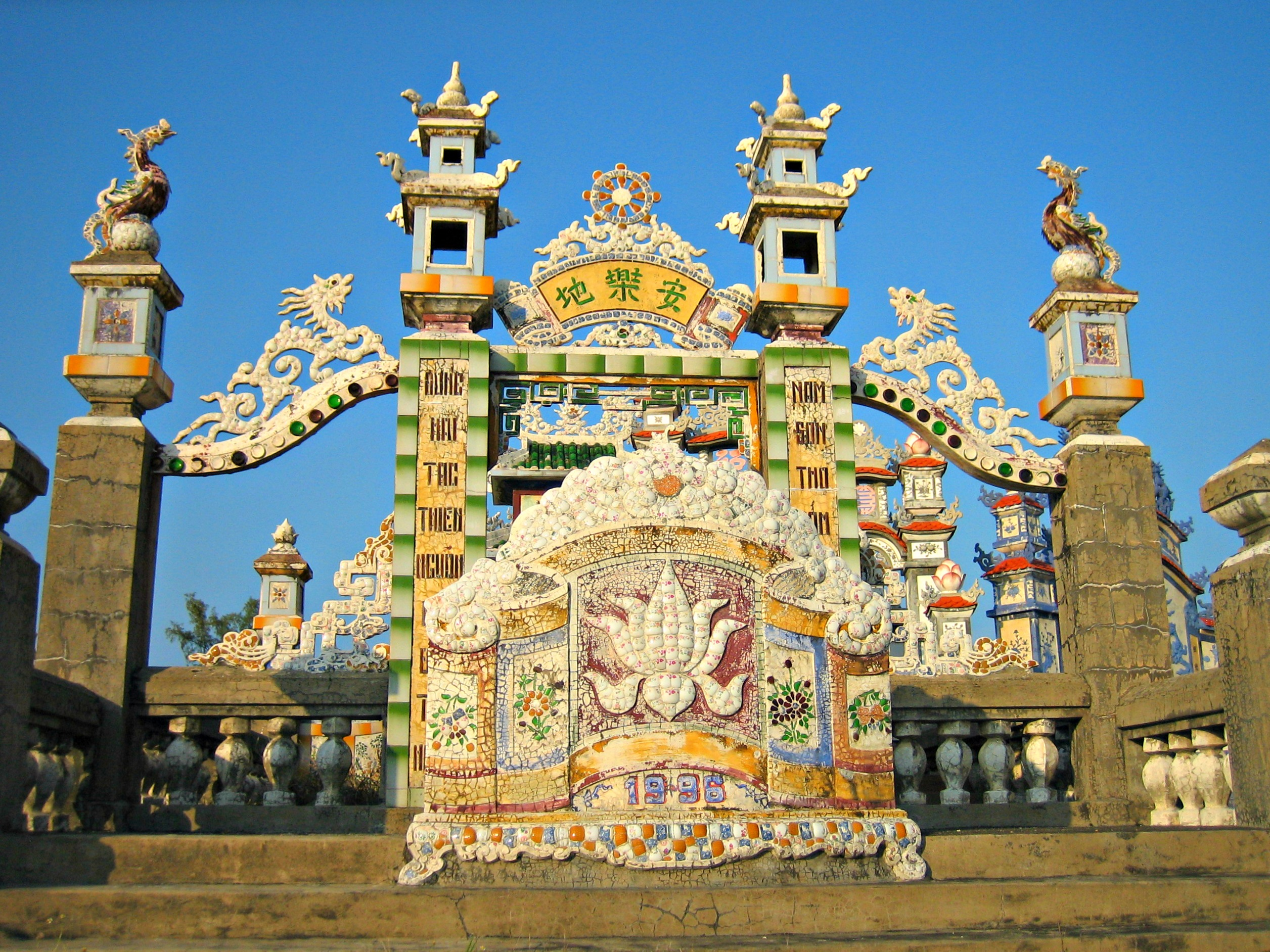
Lăng mộ với kiến trúc phổ biến nền lan can, đặc biệt nửa trên, sử dụng chữ Hán và Quốc ngữ tiếng Việt

## Ảnh hưởng tới đời sống người dân trong vùng
Việc ngày càng có nhiều ngôi mộ mọc lên đã tạo công ăn việc làm khá ổn định với thu nhập tương đối tốt cho những người thợ xây, thợ khảm sành sứ, thợ chạm khắc hoa văn trong vùng. Nhiều người từ các huyện lân cận cũng tìm được những công việc như kéo xe cát, chở vật liệu, hay làm phụ hồ để xây lăng. Không chỉ vậy, các dịch vụ khác như thắp nhang thuê, bật điện vào ban đêm, quét dọn và bảo vệ khu lăng mộ cũng mang lại cho người dân thu nhập từ 2 đến 3 triệu đồng/người mỗi tháng, còn vào những dịp lễ tết thì do nhu cầu tăng cao, công việc nhiều nên mức tiền công cũng vì thế mà tăng lên đáng kể. Cũng vì những lý do này mà nghĩa địa làng An Bằng được mệnh danh là nơi "người chết nuôi người sống".